# Banque de Thaïlande
La Banque de Thaïlande (en Thaï: ธนาคารแห่งประเทศไทย RTGS: thanakhan haeng prathet thai) est l'institution de droit public responsable de maintenir la stabilité monétaire du pays.

## Histoire
La Banque de Thaïlande (BOT) a été initialement créée sous le nom de Bureau national des banques thaïlandaises. La loi sur la Banque de Thaïlande a été promulguée le 28 avril 1942, lui conférant la responsabilité de toutes les fonctions de banque centrale. La Banque de Thaïlande a commencé ses activités le 10 décembre 1942.
La loi sur la Banque de Thaïlande (B.E. 2485) a ensuite été modifiée afin de mettre l'accent sur sa responsabilité sociale, de créer un mécanisme de protection contre les crises économiques et de mettre en place un processus décisionnel garantissant une bonne gouvernance et une transparence optimale au sein de l'organisation. La loi sur la Banque de Thaïlande (B.E. 2551) est entrée en vigueur le 4 mars 2008.

### Projet Nexus
Le 30 juin 2024, la Banque des règlements internationaux (BRI) a signé un accord avec la Banque centrale de Malaisie, la Banque de Thaïlande, la Banque centrale des Philippines, l'Autorité monétaire de Singapour et la Banque de réserve de l'Inde en tant que membre fondateur du Projet Nexus, une initiative internationale multilatérale visant à faciliter les paiements transfrontaliers de détail. La Banque d'Indonésie y a participé en tant qu'observateur spécial. La plateforme, dont la mise en service est prévue d'ici 2026, permettra de relier les systèmes de paiement rapide nationaux des pays membres.

## Gouverneurs de la banque
Le gouverneur de la Banque de Thaïlande a un mandat de cinq ans, dont deux mandats consécutifs maximum. Le ministre des Finances nomme un candidat au Cabinet thaïlandais, qui adopte une résolution approuvant le candidat, puis la présente au monarque pour approbation.
| Rang | Nom                        | Mandat                                  |
| ---- | -------------------------- | --------------------------------------- |
| 1er  | Vivadhanajaya              | (27 novembre 1942 - 16 octobre 1946)    |
| 2e   | Serm Vinicchayakul         | (17 octobre 1946 24 - novembre 1947)    |
| 3e   | Leng Srisomwongse          | (25 novembre 1947 - 2 septembre 1948)   |
| 4e   | Dej Snidvongs              | (4 août 1949 - 29 février 1952)         |
| 5e   | Kasem Sriphayak            | (25 juillet 1955 - 23 juillet 1958)     |
| 6e   | Jote Guna-Kasem            | (24 juillet 1958 - 3 mai 1959)          |
| 7e   | Puey Ungphakorn            | (11 juin 1959 - 15 août 1971)           |
| 8e   | Bisudhi Nimmanhaemin       | (16 août 1971 - 23 mai 1975)            |
| 9e   | Snoh Unakul                | (24 mai 1975 - 31 octobre 1979)         |
| 10e  | Nukul Prachuabmoh          | (1er novembre 1979 - 13 septembre 1984) |
| 11e  | Kamchorn Sathirakul        | (14 septembre 1984 - 5 mars 1990)       |
| 12e  | Chavalit Thanachanan       | (6 mars 1990 - 30 septembre 1990)       |
| 13e  | Vijit Supinit              | (1er octobre 1990 - 1er juillet 1996)   |
| 14e  | Rerngchai Marakanond       | (13 juillet 1996 - 28 juillet 1997)     |
| 15e  | Chaiwat Wiboonsawat        | (31 juillet 1997 - 4 mai 1998)          |
| 16e  | Chatumongol Sonakul        | (7 mai 1998 - 30 mai 2001)              |
| 17e  | Pridiyathorn Devakula      | (31 mai 2001 - 6 octobre 2006)          |
| 18e  | Tarisa Watanagase          | (8 novembre 2006 - 30 septembre 2010)   |
| 19e  | Prasarn Trairatvorakul     | (1er octobre 2010 - 30 septembre 2015)  |
| 20e  | Veerathai Santiprabhob     | (1er octobre 2015 - 30 septembre 2020)  |
| 21e  | Sethaput Suthiwartnarueput | (1er octobre 2020 - 30 septembre 2025)  |